# あさ630
『あさ630』（あさろくさんまる）は、1993年4月5日から2010年3月26日まで四国放送（JRTテレビ）が月曜 - 金曜 6:30 - 7:00に放送していた朝の情報番組。

## 概要
全編を徳島新聞放送会館前広場をスタジオに見立てて放送を行うのが特徴（雨天の場合は新聞放送会館ロビーから放送）。そのため、会館が面する国道11号のロードノイズが常に放送に入っていた。
四国放送は日本テレビ系列だが、この番組が始まる前はテレビ朝日系列の『ANNニュースフレッシュ』をネットし、6:45からは『CNNデイブレイク』をネットしていた。その後、同番組が時間短縮し（『やじうまワイド』が『新・やじうまワイド』として6:45開始に繰り上がったため）、ネットする番組が無くなったため、四国放送はこの時間帯にローカル番組を編成した。
番組の内容は、『おはようとくしま』が政治・社会・文化など硬派なものを扱うことが多かったのに比べ、街の話題を中心に比較的軽いタッチで進行。番組開始当初は放送が6:45から始まっていたため、タイトルが『朝645』だったが、放送開始時刻が繰り上がるにつれて『朝635』『朝630』と開始時間を冠した番組名が付けられた。
『おはようとくしま』ほどではなかったが、祝日には放送休止になることもあった。
番組は2010年春の改編で終了し、同年3月29日に『おはようとくしま』と統合した新大型番組『おはようとくしま プラス』に生まれ変わった。しかし、同番組は統合から1年後の2011年春に終了。同年4月1日からは『ZIP!』（日本テレビ）の全編同時放送（一部は県内ローカルニュース差し替えあり）へと移行し、1971年から40年間続いたJRTの早朝県域番組の歴史に終止符が打たれた。

## 歴代出演者
- 平石香奈子（当時四国放送アナウンサー、1995年4月 - 1999年9月）
- 遠藤貴巳（四国放送アナウンサー、1999年10月 - 2006年3月）
- 森本真司（四国放送アナウンサー）
- 谷口智子（当時四国放送アナウンサー、1999年10月 - 2001年9月）
- 岡本かおり（2001年10月 - 2003年3月）
- 清水宏香（当時四国放送アナウンサー、2003年4月 - 2006年3月）
- 田代剛（当時四国放送アナウンサー、2006年4月 - 2007年3月）
- 竹内優美（当時四国放送アナウンサー、2006年4月 - 2008年3月）
- 長安智子（当時四国放送アナウンサー）
- 呑口由里子
- 久下真以子（当時四国放送アナウンサー、2008年4月 - 2010年3月）

## 番組コーナーの一覧
番組終了時点。

### 月曜日
- うまいん処
- 簡単！エクササイズ
- ランキング5・CD

### 火曜日
- トレンドeye
- 健康！太極拳
- ランキング5・DVD

### 水曜日
- あさ6なるほど情報室
- 日本全国お取り寄せ
- ランキング5・なんでも

### 木曜日
- それいけ！産直市
- スイーツNAVI
- ランキング5・BOOK

### 金曜日
- 週末おすすめスポット
- 10人に聞きました!
- PICK UP CINEMA
- はなまるテイクアウト
- ランキング5・MOVIE